# Seznam představitelů Sierry Leone
Toto je seznam představitelů Sierry Leone, zahrnuje generální guvernéry a prezidenty, kteří stáli v jejím čele od získání nezávislosti v roce 1961:

## Generální guvernéři
- 27. 4. 1961 – 5. 5. 1962 – Maurice Henry Dorman – generální guvernér reprezentující britskou monarchii jako hlava státu
- 5. 5. 1962 – 27. 7. 1962 – Henry Josiah Lightfoot Boston – úřadující generální guvernér reprezentující britskou monarchii jako hlava státu
- 27. 7. 1962 – 27. 3. 1967 – Henry Josiah Lightfoot Boston – generální guvernér reprezentující britskou monarchii jako hlava státu
- 27. 3. 1967 – 18. 4. 1968 – Andrew Terence Juxon-Smith – úřadující generální guvernér reprezentující britskou monarchii jako hlava státu; voj.
- 18. 4. 1968 – 22. 4. 1968 – John Amadu Bangura – úřadující generální guvernér reprezentující britskou monarchii jako hlava státu
- 22. 4. 1968 – 1970 – Banja Tejan-Sie – úřadující generální guvernér reprezentující britskou monarchii jako hlava státu
- 1970 – 31. 3. 1971 – Banja Tejan-Sie – generální guvernér reprezentující britskou monarchii jako hlava státu
- 31. 3. 1971 – 19. 4. 1971 – Cristopher Okoro Eluathan Eustace Cole – úřadující generální guvernér reprezentující britskou monarchii jako hlava státu

## Prezidenti
- 19. 4. 1971 – 21. 4. 1971 – Christopher Okoro Eluathan Eustace Cole – prezident; bezpartijní
- 21. 4. 1971 – 28. 11. 1985 – Siaka Probyn Stevens – prezident; APC
- 28. 11. 1985 – 29. 4. 1992 – Joseph Saidu Momoh – prezident; APC
- 30. 4. 1992 – 1. 5. 1992 – James Yayah Kanu – předseda Prozatímní rady národní obrany; voj.
- 1. 5. 1992 – 6. 5. 1992 – Valentine Esegragbo Melvine Strasser – předseda Prozatímní národní vládnoucí rady; voj.
- 6. 5. 1992 – červenec 1992 – Valentine Esegragbo Melvine Strasser – předseda Prozatímní národní vládnoucí rady a hlava státu; voj.
- červenec 1992 – 16. 1. 1996 – Valentine Esegragbo Melvine Strasser – předseda Nejvyšší státní rady a hlava státu; voj.
- 17. 1. 1996 – 29. 3. 1996 – Julius Maada Bio – předseda Nejvyšší státní rady a hlava státu; voj.
- 29. 3. 1996 – 25. 5. 1997 – Ahmad Tejan Kabbah – prezident; SLPP
- 25. 5. 1997 – 12. 2. 1998 – Johnny Paul Koroma – hlava Revoluční rady ozbrojených sil; voj.
- 10. 3. 1998 – 17. 9. 2007 – Ahmad Tejan Kabbah – prezident; SLPP
- prosinec 2000 – 14. 1. 2002 – Issa Sesay – prozatímní vůdce RUF; vzbouřenecký; RUF
- 17. 9. 2007 – 4. 4. 2018 – Ernest Bai Koroma – prezident; APC
- od 4. 4. 2018 – Julius Maada Bio – prezident; SLPP